# Karolina Tymińska

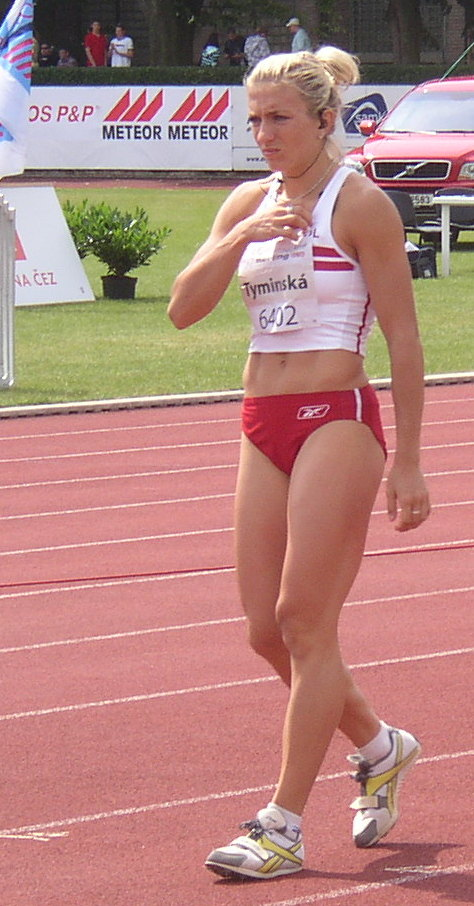
Karolina Tymińska (2008)

Karolina Tymińska (* 4. Oktober 1984 in Świebodzin) ist eine ehemalige polnische Siebenkämpferin.

## Karriere
Karolina Tymińska wurde bei den Jugendweltmeisterschaften 2001 in Debrecen Achte im Siebenkampf. Bei den Halleneuropameisterschaften 2005 in Madrid belegte sie mit 4374 Punkten im Fünfkampf den achten Platz. Im nächsten Jahr konnte sie bei den Europameisterschaften in Göteborg den Siebenkampf nicht beenden und schied im Weitsprung mit 6,34 m in der Qualifikation aus. 2007 belegte sie bei den Halleneuropameisterschaften in Birmingham mit 4494 Punkten den siebten Platz und bei den Weltmeisterschaften in Osaka mit 6092 Punkten Platz 15. 2008 wurde sie bei den Hallenweltmeisterschaften in Valencia mit 4580 Punkten Sechste und bei den Olympischen Spielen in Peking mit persönlicher Bestleistung von 6428 Punkten Siebte. Das Ergebnis der Olympischen Spiele wurde später nach der Dopingdisqualifikation der Russin Tatjana Tschernowa korrigiert und Tymińska rückte einen Platz auf. Im Jahr darauf kam sie bei den Halleneuropameisterschaften in Turin mit 4542 Punkten auf Platz fünf und musste den Siebenkampf bei den Weltmeisterschaften in Berlin vorzeitig beenden. 2010 belegte Tymińska bei den Hallenweltmeisterschaften in Doha mit 4575 Punkten den sechsten Rang, nach der Disqualifikation von Tschernowa rückte die Polin auf den fünften Platz vor. Vier Monate später erreichte sie bei den Europameisterschaften in Barcelona mit 6230 Punkten Rang fünf. Nach der Disqualifikation von Tschernowa rückte sie auf den vierten Platz vor.
Bei den Halleneuropameisterschaften in Paris im Jahr darauf kam sie mit 4612 Punkten auf den vierten Platz. In der Sommersaison verbesserte sie bei den Weltmeisterschaften in Daegu ihre persönliche Bestleistung auf 6544 Punkte und erreichte damit den vierten Platz hinter der Russin Tatjana Tschernowa, der Britin Jessica Ennis und der Deutschen Jennifer Oeser. 2016 wurde Tschernowa die Goldmedaille nachträglich aberkannt, die anderen rückten einen Rang vor und Karolina Tymińska war damit Weltmeisterschaftsdritte. Im Olympiajahr 2012 belegte Karolina Tymińska mit 4725 Punkten den vierten Platz bei den Hallenweltmeisterschaften in Istanbul. Bei den Olympischen Spielen 2012 in London gelang ihr kein gültiger Versuch im Weitsprung, danach gab sie auf. 2013 erreichte sie bei den Weltmeisterschaften in Moskau mit 6270 Punkten den neunten Platz. Im Jahr darauf nahm sie vor polnischem Publikum an den Hallenweltmeisterschaften in Sopot teil und belegte mit 4557 Punkten den achten Platz.
Karolina Tymińska wurde dreimal Polnische Meisterin im Siebenkampf (2006, 2007, 2011) und einmal über 100 Meter Hürden. Hinzu kommen acht Titel in der Halle, davon fünf im Fünfkampf (2005, 2006, 2008, 2009, 2016), zwei im Weitsprung (2007, 2008) und einer im 60-Meter-Lauf (2010). Sie ist 1,78 m groß und ihr Wettkampfgewicht betrug 64 kg.

## Bestleistungen
- Weitsprung: 6,63 m, 30. Juli 2008, Bielsko-Biała
- 800-Meter-Lauf: 2:05,21 min, 30. August 2011, Daegu
- Siebenkampf: 6544 Punkte, 30. August 2011, Daegu
- Fünfkampf: 4769 Punkte, 16. Februar 2008, Spała